# Дениші
Дениші́ — село в Україні, у Тетерівській сільській територіальній громаді Житомирського району Житомирської області. Займає площу 1,324 км². Населення становить 1 164 особи (2001).

## Географія
Село знаходиться за 20 км на захід Житомира. Розташоване на трасі Житомир — Чуднів, на скелястому лівому березі річки Тетерів за 3 км нижче впадання Бобрівки.

## Історія
Поруч з селом знаходиться декілька поселень першої половини І тис. до н. е., VI—VII ст. н. е. та курганна група Х-ХІІІ ст.
Село відоме з XVIII століття, носило назву Дунаєць. З 1903 р. належало родині Терещенків, які в 1911 р. побудували тут палац.

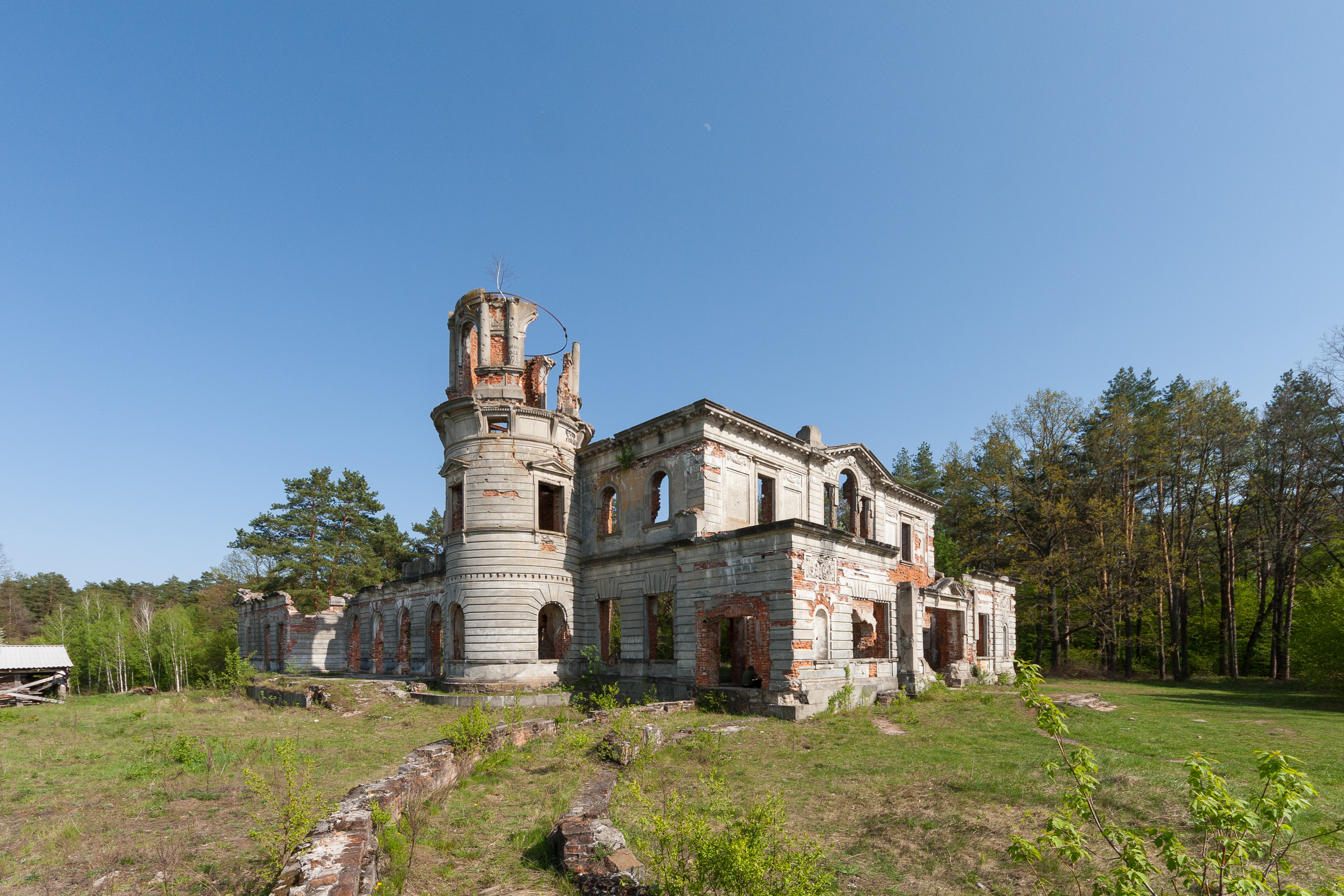
Руїни палацу Терещенків

У 1848—1901 роках у селі працював Денишівський чавуноливарний завод.
У 1906 році село Троянівської волості Житомирського повіту Волинської губернії. Відстань від повітового міста 20 верст, від волості 15. Дворів 77, мешканців 586.
У 1932–1933 роках село постраждало від Голодомору. Тоді у Денишах спостерігалися випадки трупоїдства.
За німецько-фашистської окупації на території Денишів діяла підпільна комсомольсько-молодіжна організація, керівником якої був В. С. Хаєцький. На фронтах Другої світової війни воювали 238 жителів села, 141 з яких загинув, 97 — нагороджені орденами й медалями СРСР.
Воїнам-визволителям села та односельцям, що полягли на фронті, у селі встановили три пам'ятники.
На території села виявлено кам'яні знаряддя доби бронзи, слов'янські кургани VI—VII ст. та могильник VIII—XII століть.
До 7 серпня 2015 року — адміністративний центр Денишівської сільської ради Житомирського району Житомирської області.

## Населення

### Мова
Розподіл населення за рідною мовою за даними перепису 2001 року:
| Мова       | Кількість | Відсоток |
| ---------- | --------- | -------- |
| українська | 1141      | 98.02%   |
| російська  | 22        | 1.89%    |
| білоруська | 1         | 0.09%    |
| Усього     | 1164      | 100%     |

## Пам'ятки

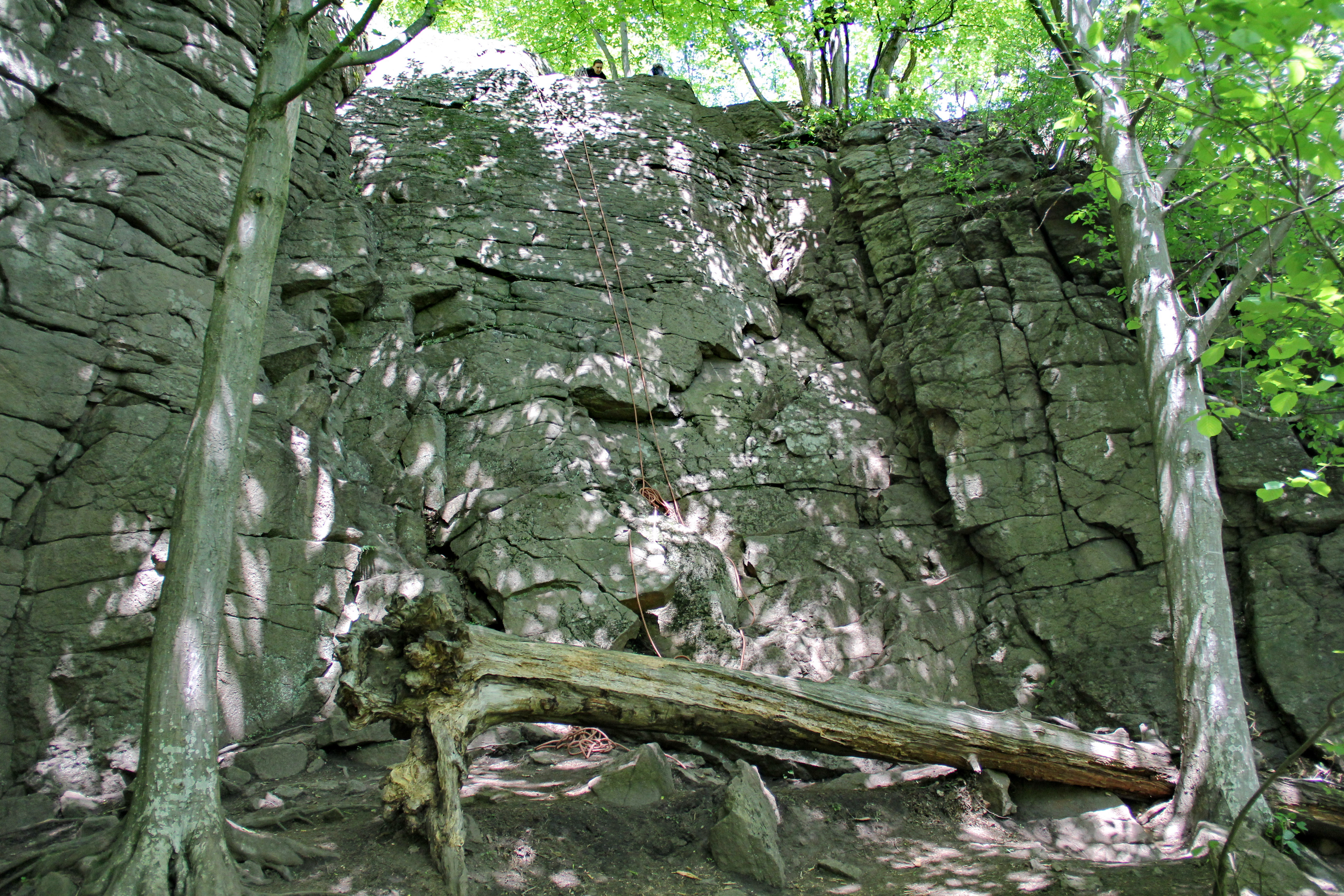
Скелі «Дениші»

- Руїни палацу родини Терещенків. Палац був побудований на початку XX ст. за проектом архітектора П. Голландського.
- Скелі на березі Тетерева, відомі як скелелазний район.
- Над Тетеревом — лісовий заказник над руслом річки Тетерів.
- В церкві села Дениші знімався фільм одеської кіностудії «Сповідь» [Архівовано 19 липня 2015 у Wayback Machine.] 1962 р.

## Туризм
- Скелі біля села є популярною базою підготовки альпіністів. У 2019 році це місце відвідала українська телеведуча Валерія Мікульська[5].
- Лікувально-санаторний центр «Дениші»

## Відомі люди
- Бондарчук Володимир Гаврилович (1905—1993) — український геолог, доктор геолого-мінералогічних наук, професор, академік АН УРСР.

## Галерея

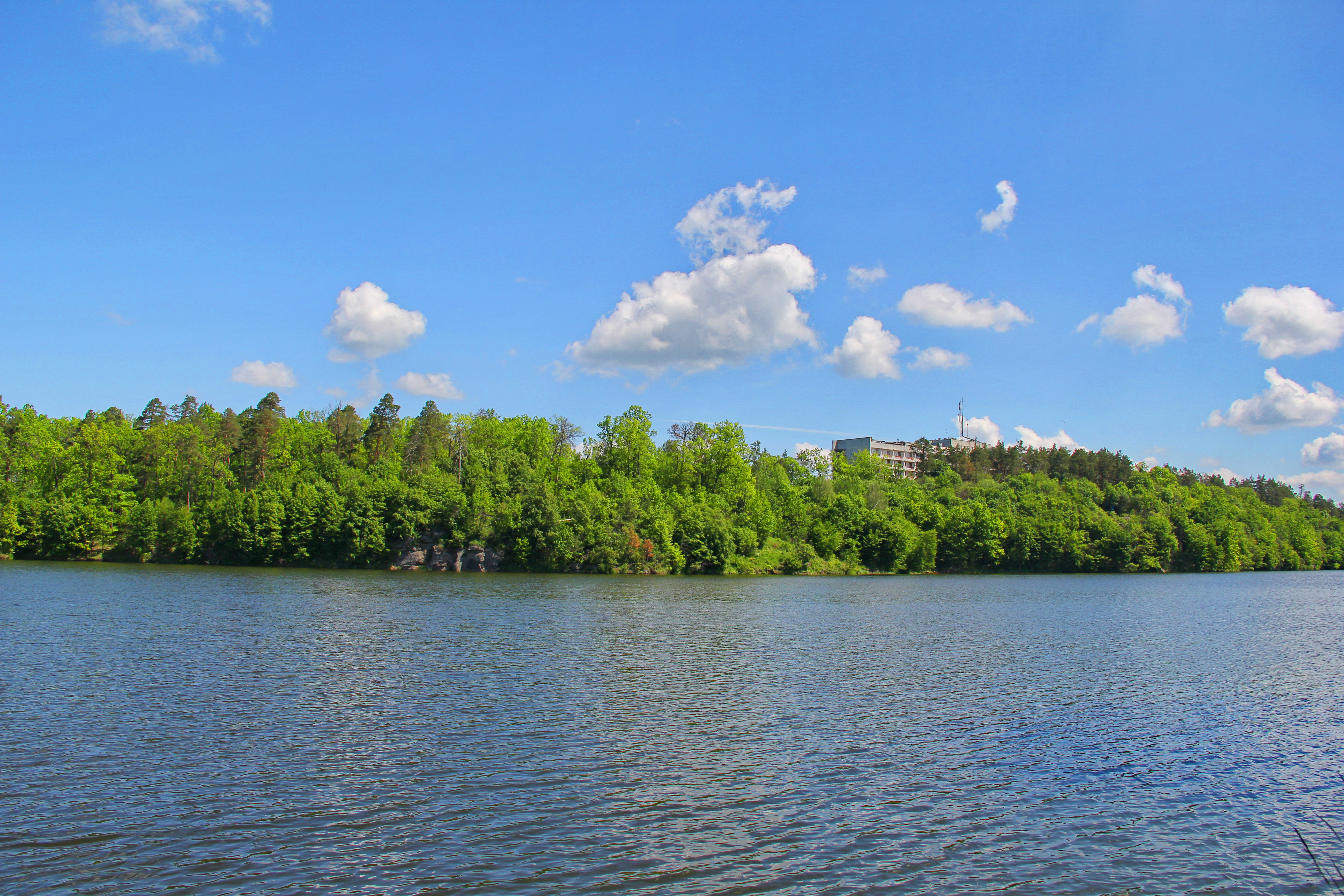
Санаторій "Дениші" на лівому березі р. Тетерів
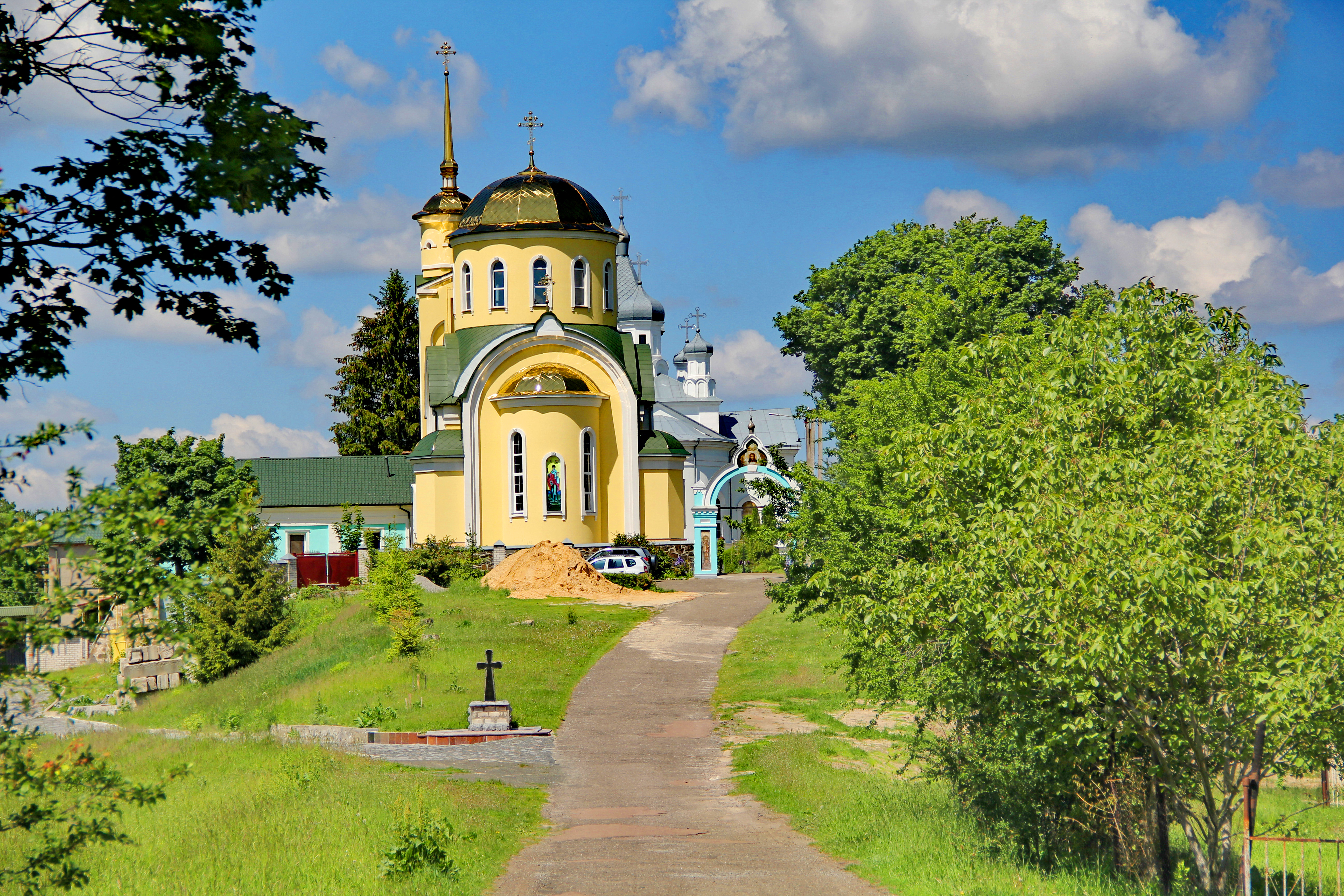
Спасо-Преображенський Тригірський чоловічий монастир
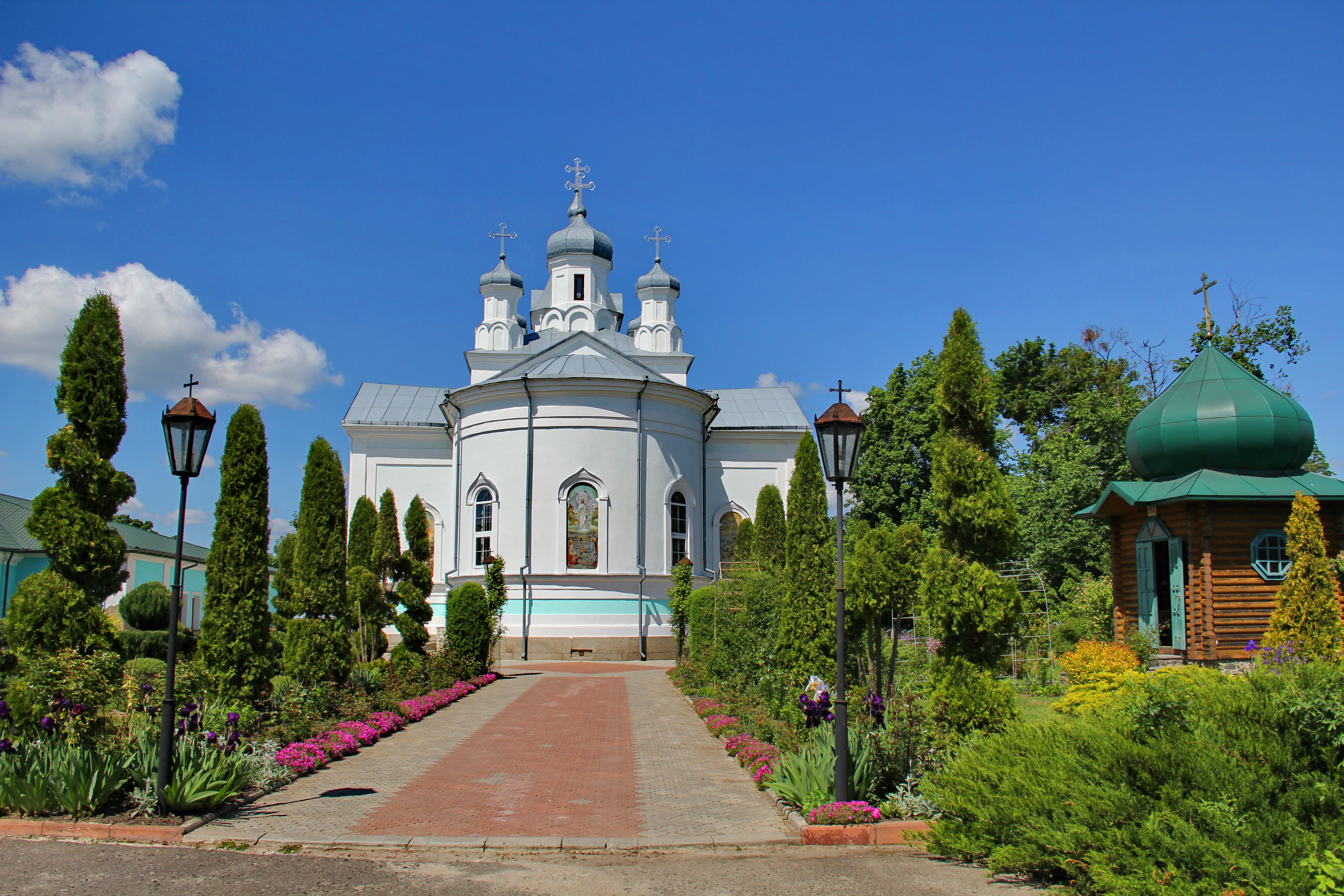
Спасо-Преображенський храм
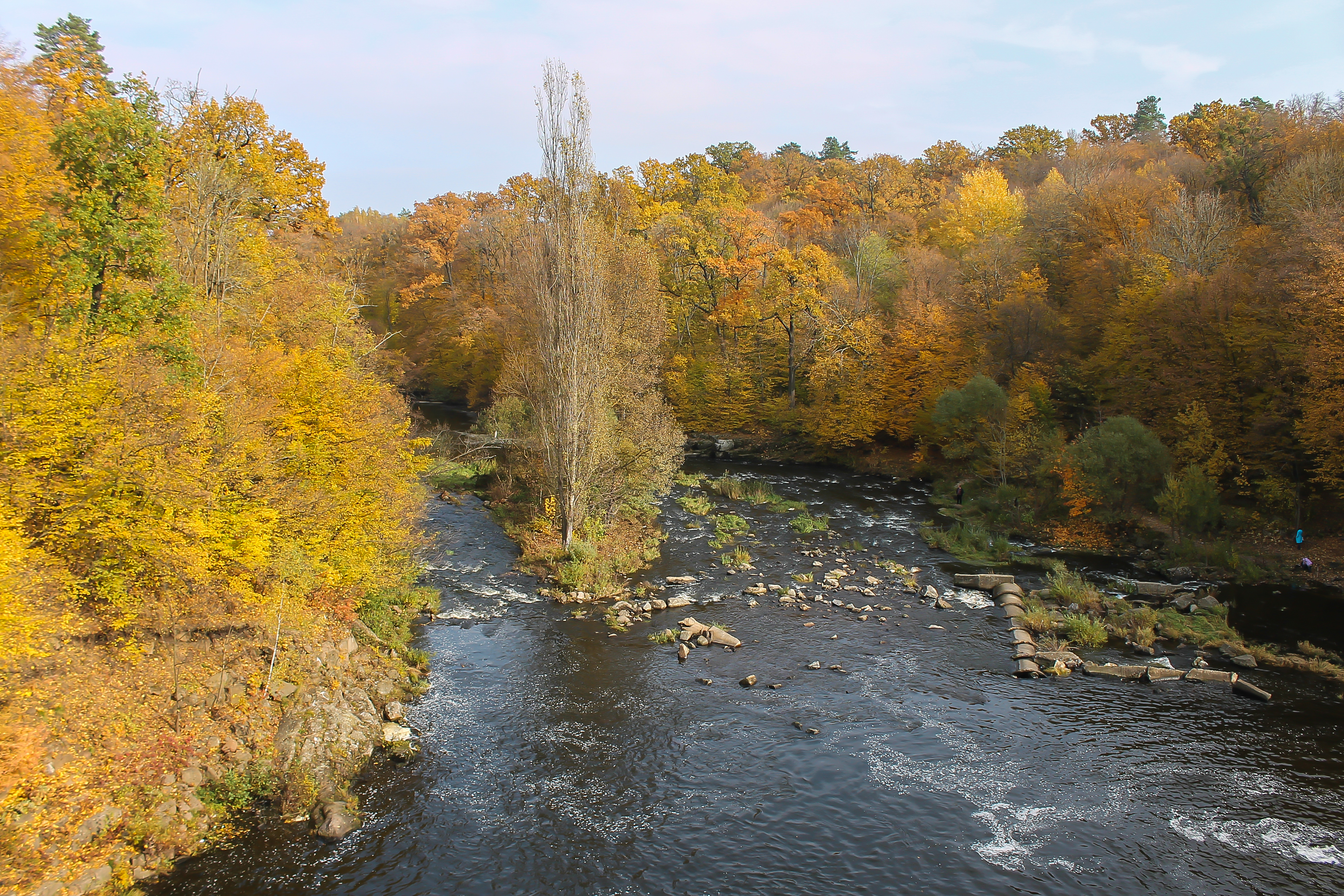
Вид із дамби
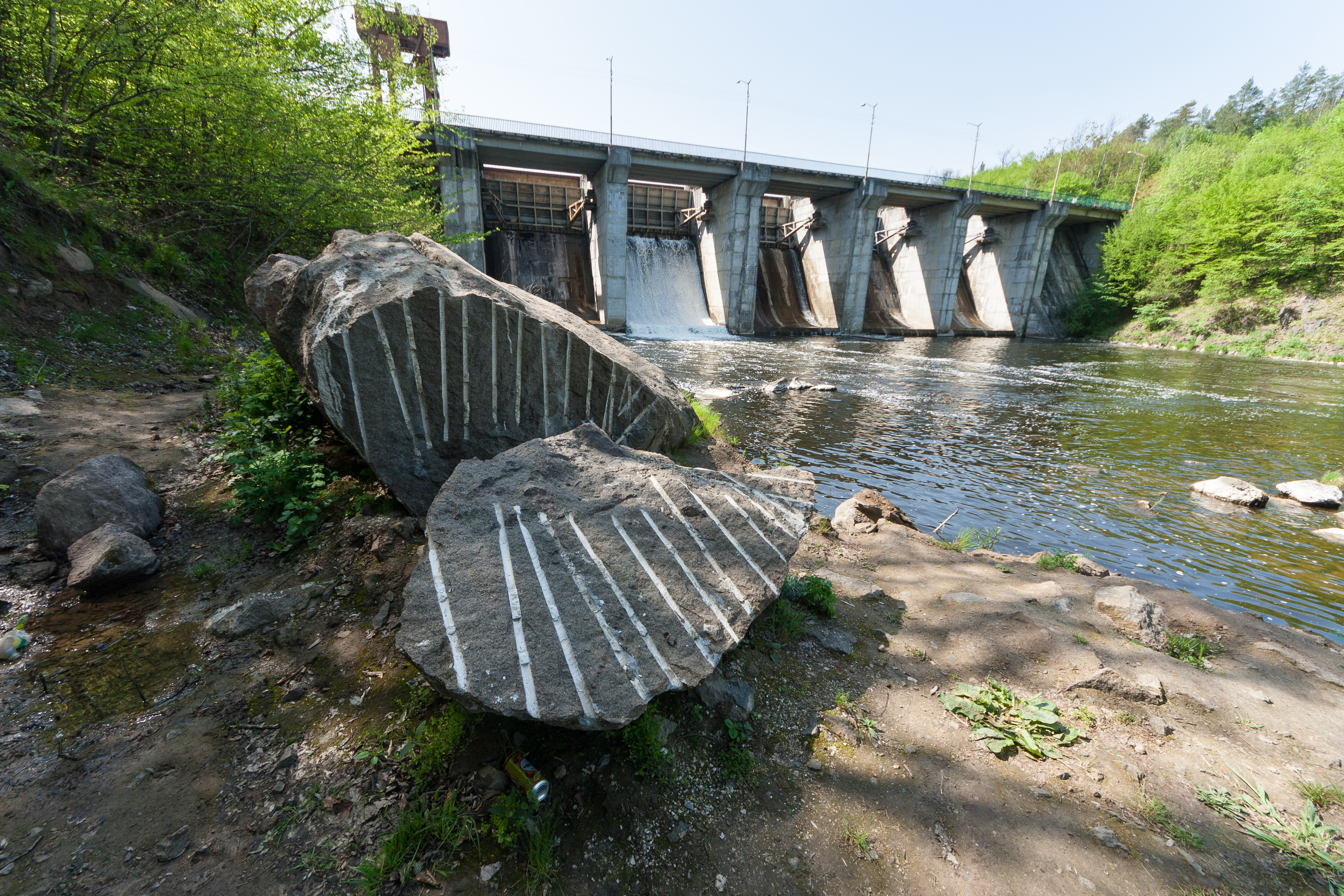
Дамба в Денишах